# Стюарт, Уолтер, 6-й лорд-стюард Шотландии
Уо́лтер Стю́арт (англ. Walter Stewart) (1293—1326) — 6-й лорд-стюард Шотландии.

## Биография
Уолтер Стюарт был сыном Джеймса Стюарта, 5-го лорда-стюарда Шотландии, и Эгидии де Бург, дочери Уолтера де Бурга, 1-го графа Ольстера.
Тесный союз Стюартов и Брюсов, сложившийся еще в середине XIII века, предопределил участие представителей рода Стюартов в войне за независимость Шотландии на стороне короля Роберта I Брюса. Молодой Уолтер Стюарт был одним из командующих шотландскими войсками в битве при Бэннокберне в 1314 году, закончившейся полным разгромом английской армии. Вместе с лордом Джеймсом Дугласом он находился во главе левого крыла шотландской армии.
После освобождения из английского плена жены и дочери Роберта Брюса Уолтер Стюарт был отправлен встретить их на границе и проводить их к шотландскому двору.
Во время отъезда Брюса в Ирландию Уолтер Стюарт вместе с Джеймсом Дугласом управлял государственными делами и много времени уделял защите границ Шотландии. После того, как в 1318 году ему удалось отбить у англичан Берик-апон-Туид, он возглавил гарнизон города, который 24 июля 1319 был осажден королём Англии Эдуардом II. Шотландцам удалось уничтожить несколько осадных машин, после чего Уолтер Стюарт возглавил неожиданную атаку из города, тем самым сняв его осаду. В 1322 году с Дугласом и Томасом Рандольфом он едва не захватил короля Англии в аббатстве Биланд, но Эдуарду II удалось бежать.

## Брак и дети
Уолтер Стюарт был женат трижды: первым браком на Алисе Эрскин, вторым браком на Марджори Брюс, дочери короля Роберта I Брюса, и третьим браком на Изабелле Грэхем. Он имел детей:
от первого брака:
- Джин Стюарт

от второго брака:
- Роберт II Стюарт (1316—1390), король Шотландии

от третьего брака:
- Джон Стюарт Ральстон
- Эндрю Стюарт
- Эгидия Стюарт